# Alexander Singer
Alexander „Alex“ Singer (* 18. April 1928 in New York City) ist ein US-amerikanischer Regisseur.

## Karriere
Singer begann seine Karriere 1951 als Kameramann für den Kurzfilm Day of Fight seines Schulfreundes Stanley Kubrick. Zehn Jahre später debütierte er als Regisseur des Films A Cold Wind in August. 1971 führte er Regie bei dem Western Captain Apache mit Lee Van Cleef in der Hauptrolle. Seine meisten Regiearbeiten absolvierte Singer jedoch als Fernsehregisseur, wo er ab den 1960er Jahren bis Ende der 1990er Jahre für zahlreiche Fernsehserien aktiv war. 1972 erhielt er den Primetime Emmy Award als bester Regisseur für eine Episode von The Bold Ones: The Lawyers. 1981 inszenierte er einen Pilotfilm für die Serie Falcon Crest mit dem Titel The Vintage Years, der nicht für die Serie verwendet und bis heute nicht ausgestrahlt wurde.

## Filmografie (Auswahl)
- 1961: A Cold Wind in August
- 1961: Dr. Kildare (Fernsehserie, 1 Folge)
- 1961: Sprung aus den Wolken (Fernsehserie, 1 Folge)
- 1962: Checkmate (Fernsehserie, 2 Folgen)
- 1962: Unter heißem Himmel (Fernsehserie, 1 Folge)
- 1964: Das Verlangen
- 1965: Heißer Strand Acapulco
- 1965: Die Leute von der Shiloh Ranch (Fernsehserie, 1 Folge)
- 1965: Verschollen zwischen fremden Welten (Fernsehserie, 1 Folge)
- 1965: Zivilcourage (Fernsehserie, 1 Folge)
- 1965–1966: Auf der Flucht (Fernsehserie, 9 Folgen)
- 1966: Hawk (Fernsehserie, 2 Folgen)
- 1966: Solo für O.N.K.E.L. (Fernsehserie, 1 Folge)
- 1966: Diese Pechvögel (Fernsehserie, 4 Folgen)
- 1966: Laredo (Fernsehserie, 1 Folge)
- 1966–1968: Wettlauf mit dem Tod (Fernsehserie, 6 Folgen)
- 1967: Mannix (Fernsehserie, 1 Folge)
- 1967: Jericho (Fernsehserie, 1 Folge)
- 1967–1968: Die Monkees (Fernsehserie, 6 Folgen)
- 1967–1969: Kobra, übernehmen Sie (Fernsehserie, 5 Folgen)
- 1968: Der Außenseiter (Fernsehserie, 3 Folgen)
- 1971: Captain Apache
- 1972: Glass Houses
- 1971–1972: Alias Smith und Jones (Fernsehserie, 8 Folgen)
- 1973: FBI (Fernsehserie, 1 Folge)
- 1973: Shaft (Fernsehserie, 1 Folge)
- 1973: Der Chef (Fernsehserie, 1 Folge)
- 1974–1977: Make-up und Pistolen (Fernsehserie, 5 Folgen)
- 1975: The First 36 Hours of Dr. Durant (Fernsehfilm)
- 1975–1977: Police Story (Fernsehserie, 8 Folgen)
- 1976: Das Millionen-Dollar-Ding (Fernsehfilm)
- 1976: Time Travelers (Fernsehfilm)
- 1977: Detektiv Rockford – Anruf genügt (Fernsehserie, 1 Folge)
- 1977: Quincy (Fernsehserie, 1 Folge)
- 1977: Flucht ins 23. Jahrhundert (Fernsehserie, 1 Folge)
- 1977: Bunco (Fernsehfilm)
- 1977–1982: Lou Grant (Fernsehserie, 18 Folgen)
- 1978: Abenteuer von Key West (Fernsehfilm)
- 1978: Pearl Harbor (Miniserie)
- 1978: Wonder Woman (Fernsehserie, 1 Folge)
- 1978: David Cassidy - Man Undercover (Fernsehserie, 1 Folge)
- 1979–1985: Dallas (Fernsehserie, 3 Folgen)
- 1981–1985: Unter der Sonne Kaliforniens (Fernsehserie, 14 Folgen)
- 1982–1986: Cagney & Lacey (Fernsehserie, 16 Folgen)
- 1983–1985: Polizeirevier Hill Street (Fernsehserie, 3 Folgen)
- 1983–1985: Remington Steele (Fernsehserie, 2 Folgen)
- 1984: Chefarzt Dr. Welby (Fernsehfilm)
- 1985–1987: MacGyver (Fernsehserie, 4 Folgen)
- 1988: Hunter (Fernsehserie, 3 Folgen)
- 1989: In der Hitze der Nacht (Fernsehserie, 3 Folgen)
- 1992: Mord ist ihr Hobby (Fernsehserie, 1 Folge)
- 1989–1992: Jake und McCabe – Durch dick und dünn (Fernsehserie, 5 Folgen)
- 1992–1994: Raumschiff Enterprise – Das nächste Jahrhundert (Fernsehserie, 6 Folgen)
- 1993–1994: Walker, Texas Ranger (Fernsehserie, 6 Folgen)
- 1993–1996: Star Trek: Deep Space Nine (Fernsehserie, 6 Folgen)
- 1995–1998: Star Trek: Raumschiff Voyager (Fernsehserie, 10 Folgen)